# Listen (canção)
"Listen" é uma canção da cantora norte-americana Beyoncé Knowles. Henry Krieger, Scott Cutler, Anne Preven e Beyoncé Knowles escreveram a canção, que foi produzida por The Underdogs para a trilha sonora do filme de 2006, Dreamgirls, em que a personagem de Knowles, Deena Jones, canta a canção para afirmar a independência sobre seu marido controlador. "Listen" é uma das quatro novas composições escritas para o filme.
Columbia Records lançou "Listen" como o primeiro single do álbum de trilha sonora, Dreamgirls: Music from the Motion Picture, em 2006   Além disso, também apareceu como uma faixa escondida em edições internacionais, e na edição de luxo do segundo álbum solo de Knowles, B'Day. A versão em espanhol da canção, "Oye", foi lançado no EP, Irreemplazable, e na  edição de luxo espanhol de B'Day.
"Listen" é uma canção de R & B-soul; suas letras fazem referência ao amor de tenacidade, a recusa em adiar sonhos e, finalmente, subir para a fama. Sua instrumentação inclui baixo, bateria, guitarras, teclados, percussão e violinos, entre outros. A canção foi um sucesso de crítica. Críticos de música contemporânea elogiou os vocais fortes e emocionais de Knowles, e acrescentou que as letras perfeitamente elaborar sobre a vida Deena Jones. "Listen" ganhou Melhor Canção Original em 2007 o Prêmio Critics Choice. Ele foi indicado na mesma categoria em 2006 no International Press Academy Award Satellite Award, em 2007 no Globo de Ouro, e em 2007 no Oscar.
"Listen" chegou ao número 61 na Billboard Hot 100 e ficou entre as primeiras 20 posições em países europeus. "Ela se saiu melhor no Reino Unido, onde alcançou o número oito, graças ao desempenho em dueto ao vivo de Knowles e Alexandra Burke no The X Factor, onde Burke emergiu como o vencedor depois de cantar " Listen ", durante a final. A canção também foi performada por Charice e Melanie Amaro durante o final da primeira temporada do The X Factor nos EUA, onde ela emergiu como o vencedor. Dois vídeos musicais acompanhantes foram filmados para "Listen", uma versão foi dirigida por Diane Martel, e a segunda versão  para Vogue), foi dirigido por Matthew Rolston. "Listen" fez também parte de seu set list no The Beyoncé Experience (2007) e I Am ... Tour (2009-10).

## Vídeo Musical
Dois vídeos foram filmados para "Listen", sendo o primeiro uma performance e sendo a segunda um ensaio fotografico para Vogue. O primeiro vídeo musical estreou na MTV em 28 de novembro de 2006. O outro vídeo da música foi lançado on-line e através dos extras do DVD de Dreamgirls.

### Primeira Versão
Este vídeo, que foi dirigido por Diane Martel, apresenta Knowles andando através de uma sala de espetáculos com roupas modernas de rua, tocando a música. Uma vez que ela chega no palco, começa o bridge canção, ela aparece em trajes como os de Deena, vestida com um vestido da década de 70. Esta versão está presente em B'Day Anthology Video Album.

### Segunda Versão
O vídeo da música, dirigido por Matthew Rolston , apresenta Knowles vestindo um top moderno, tocando a música contra um fundo branco. Intercaladas com algumas cenas de uma sessão de fotos dentro do filme Dreamgirls. Esta versão aparece no lançamento em DVD de Dreamgirls. Nesta versão, Knowles é vista posando para uma sessão de fotos não aparecem no filme em que ela veste roupas muito estranhas. Ela então sobe as escadas do prédio até o telhado e termina cantando a música.

## Faixas
CD single nos EUA
1. "Listen" (Versão do álbum)
2. "Listen" (Instrumental)

CD single internacional
1. "Listen"
2. "Irreplaceable" (DJ Speedy remix)